# Franck Tacito
 (octobre 2018).
Franck Tacito est un dessinateur et scénariste français né le 4 mars 1963.
À son actif, la série phare 666, le spin-off de Requiem et Claudia chevalier vampire.

## Publications

### 666[2]
- 1993 : T.1 Ante demonium, scénario François Froideval, éd. Zenda
- 1994 : T.2 Allegro demonio, scénario François Froideval, éd. Zenda
- 1996 : T.3 Demonio fortissimo, scénario François Froideval, éd. Zenda
- 1997 : T.4 Lilith Imperatrix mundi, scénario François Froideval, éd. Zenda
- 1998 : T.5 Atomik requiem, scénario François Froideval, éd. Zenda
- 2000 : T.6 Missa dicta est, scénario François Froideval, éd. Zenda

### 6666[3]
- 2004 : T.1 Habemus Papam, scénario François Froideval, éd. Zenda
- 2006 : T.2 Civis Pacem Parabellum, scénario François Froideval, éd. Zenda

### Dead hunter[4]
- 1997 : T.1 Même pas mort, scénario et dessin Franck Tacito, éd. Zenda[5]
- 1999 : T.2 Du plomb dans la cagoule, scénario et dessin Franck Tacito, éd. Zenda
- 2000 : T.3 Les rejetons du grand ver, scénario et dessin Franck Tacito, éd. Zenda[6]

### Magika[7]
- 2001 : T.1 Rêves de Sang, dessin Fabrice Angleraud, scénario Franck Tacito, éd. Zenda
- 2002 : T.2 Les versets de feu, dessin Fabrice Angleraud, scénario Franck Tacito, éd. Zenda
- 2004 : T.3 Paladin Inc., dessin Fabrice Angleraud, scénario Franck Tacito, éd. Zenda
- 2005 : T.4 Big Bang Babylone, dessin Fabrice Angleraud, scénario Franck Tacito, éd. Zenda

### Claudia chevalier vampire[8]
- 2004 : T.1 La porte des enfers, scénario Pat Mills, éd. Nickel
- 2006 : T.2 Femmes Violentes, scénario Pat Mills, éd. Nickel
- 2007 : T.3 Opium Rouge, scénario Pat Mills, éd. Nickel
- 2010 : T.4 La marque de la bête, scénario Pat Mills, éd. Nickel

### Little Alice In Wonderland[9]
- 2012 : T.1 Run, Rabbit, Run!, éd. Glénat
- 2013 : T.2 Tango Baïonette, éd. Glénat
- 2015 : T.3 Living Dead Night Fever, éd. Glénat